# Campeonato Mundial de Rali de 1996
Resultados do World Rally Championship de 1996

## Pontos
| N.º | Provas     |    |    |    |    |    |    |    |    |    | Total |
| --- | ---------- | -- | -- | -- | -- | -- | -- | -- | -- | -- | ----- |
| 1   | Subaru     | 43 | 50 | 29 | 56 | 38 | 18 | 50 | 53 | 64 | 401   |
| 2   | Mitsubishi | 47 | 50 | -  | 41 | 56 | 46 | 53 | 11 | 18 | 322   |
| 3   | Ford       | 40 | 13 | 35 | 40 | 47 | 5  | 40 | 54 | 25 | 299   |

| N.º | Provas                |    |    |    |    |    |    |    |    |    | Total |
| --- | --------------------- | -- | -- | -- | -- | -- | -- | -- | -- | -- | ----- |
| 1   | Tommi Mäkinen         | 20 | 20 | -  | 15 | 20 | 20 | 20 | -  | 8  | 123   |
| 2   | Colin McRae           | 12 | 10 | -  | 20 | -  | -  | 10 | 20 | 20 | 92    |
| 3   | Carlos Sainz          | 15 | -  | 20 | 12 | 15 | -  | 12 | 15 | -  | 89    |
| 4   | Kenneth Eriksson      | 8  | 15 | -  | 8  | 12 | 8  | 15 | 8  | 4  | 78    |
| 5   | Piero Liatti          | -  | 8  | 15 | 10 | 4  | -  | 4  | -  | 15 | 56    |
| 6   | Bruno Thiry           | -  | -  | -  | 6  | 8  | -  | 6  | 12 | 12 | 44    |
| 7   | Juha Kankkunen        | 10 | -  | 12 | -  | -  | 15 | -  | -  | -  | 37    |
| 8   | Freddy Loix           | -  | -  | -  | 4  | -  | -  | -  | 10 | 10 | 24    |
| 9   | Richard Burns         | -  | -  | -  | -  | 10 | -  | 8  | -  | -  | 18    |
| 10  | Marcus Grönholm       | 4  | -  | -  | -  | -  | 10 | -  | -  | -  | 14    |
| 11  | Gilberto Pianezzola   | -  | -  | -  | 3  | 6  | -  | -  | 4  | -  | 13    |
| 12= | Ian Duncan            | -  | 12 | -  | -  | -  | -  | -  | -  | -  | 12    |
| 12= | Jarmo Kytölehto       | -  | -  | -  | -  | -  | 12 | -  | -  | -  | 12    |
| 14  | Yoshio Fujimoto       | -  | -  | 10 | -  | -  | -  | 2  | -  | -  | 12    |
| 15  | Thomas Rådström       | 6  | -  | -  | -  | -  | 6  | -  | -  | -  | 12    |
| 16  | Patrick Bernardini    | -  | -  | -  | 2  | 2  | -  | -  | 1  | 6  | 11    |
| 17  | Reza Pribadi          | -  | -  | 8  | -  | -  | -  | -  | -  | -  | 8     |
| 18  | Stig Blomqvist        | 3  | 4  | -  | -  | -  | -  | -  | -  | -  | 7     |
| 19  | Rui Madeira           | -  | -  | -  | -  | 3  | 2  | -  | -  | 2  | 7     |
| 20= | Kenjiro Shinozuka     | -  | 6  | -  | -  | -  | -  | -  | -  | -  | 6     |
| 20= | Michael Lieu          | -  | -  | 6  | -  | -  | -  | -  | -  | -  | 6     |
| 20= | Franco Cunico         | -  | -  | -  | -  | -  | -  | -  | 6  | -  | 6     |
| 23= | Shigeyuki Konishi     | -  | -  | 4  | -  | -  | -  | -  | -  | -  | 4     |
| 23= | Sebastian Lindholm    | -  | -  | -  | -  | -  | 4  | -  | -  | -  | 4     |
| 25  | Didier Auriol         | 1  | -  | -  | -  | -  | -  | -  | 3  | -  | 4     |
| 26  | Angelo Medeghini      | -  | -  | -  | -  | -  | 1  | -  | 2  | 1  | 4     |
| 27= | Hideaki Miyoshi       | -  | 3  | -  | -  | -  | -  | -  | -  | -  | 3     |
| 27= | Irvan Gading          | -  | -  | 3  | -  | -  | -  | -  | -  | -  | 3     |
| 27= | Lasse Lampi           | -  | -  | -  | -  | -  | 3  | -  | -  | -  | 3     |
| 27= | Peter 'Possum' Bourne | -  | -  | -  | -  | -  | -  | 3  | -  | -  | 3     |
| 27= | Oriol Gómez           | -  | -  | -  | -  | -  | -  | -  | -  | 3  | 3     |
| 32= | Tomas Jansson         | 2  | -  | -  | -  | -  | -  | -  | -  | -  | 2     |
| 32= | Patrick Njiru         | -  | 2  | -  | -  | -  | -  | -  | -  | -  | 2     |
| 32= | Chandra Alim          | -  | -  | 2  | -  | -  | -  | -  | -  | -  | 2     |
| 35= | Jonathan Toroitich    | -  | 1  | -  | -  | -  | -  | -  | -  | -  | 1     |
| 35= | Bambang Hartono       | -  | -  | 1  | -  | -  | -  | -  | -  | -  | 1     |
| 35= | Jean-Pierre Richelmi  | -  | -  | -  | 1  | -  | -  | -  | -  | -  | 1     |
| 35= | Uwe Nittel            | -  | -  | -  | -  | 1  | -  | -  | -  | -  | 1     |
| 35= | Ed Ordynski           | -  | -  | -  | -  | -  | -  | 1  | -  | -  | 1     |

## Provas
| Nome do Rali                     | Data inicio-fim                | Podium Pilotos (tempo final)                                                                 | Podium Carros                                                                  |
| -------------------------------- | ------------------------------ | -------------------------------------------------------------------------------------------- | ------------------------------------------------------------------------------ |
| 45th International Swedish Rally | 9 de Fevereiro-11 de Fevereiro | 1. Tommi Mäkinen (4h:37m:10s) 2. Carlos Sainz (4h:37m:33s) 3. Colin McRae (4h:38m:15s)       | 1. Mitsubishi Lancer Evo 3 2. Ford Escort RS Cosworth 3. Subaru Impreza 555    |
| 44th Safari Rally Kenya          | 5 de Abril-7 de Abril          | 1. Tommi Mäkinen (12h:41m:24s) 2. Kenneth Eriksson (12h:55m:40s) 3. Ian Duncan (13h:23m:24s) | 1. Mitsubishi Lancer Evo 3 2. Subaru Impreza 555 3. Toyota Celica GT-Four      |
| 21st Bank Utama Rally Indonesia  | 10 de Maio-12 de Maio          | 1. Carlos Sainz (5h:30m:00s) 2. Piero Liatti (5h:30m:23s) 3. Juha Kankkunen (5h:31m:02s)     | 1. Ford Escort RS Cosworth 2. Subaru Impreza 555 3. Toyota Celica GT-Four      |
| 43rd Acropolis Rally of Greece   | 2 de Junho-4 de Junho          | 1. Colin McRae (5h:33m:12s) 2. Tommi Mäkinen (5h:34m:02s) 3. Carlos Sainz (5h:36m:33s)       | 1. Subaru Impreza 555 2. Mitsubishi Lancer Evo 3 3. Ford Escort RS Cosworth    |
| 16º Rally Argentina              | 4 Julho-6 Julho                | 1. Tommi Mäkinen (5h:48m:42s) 2. Carlos Sainz (5h:50m:17s) 3. Kenneth Eriksson (5h:53m:21s)  | 1. Mitsubishi Lancer Evo 3 2. Ford Escort RS Cosworth 3. Subaru Impreza 555    |
| 46th Neste 1000 Lakes Rally      | 23 de Agosto-26 de Agosto      | 1. Tommi Mäkinen (4h:04m:13s) 2. Juha Kankkunen (4h:04m:59s) 3. Jarmo Kytölehto (4h:06m:50s) | 1. Mitsubishi Lancer Evo 3 2. Toyota Celica GT-Four 3. Ford Escort RS Cosworth |
| 9th API Rally Australia          | 13 de Setembro-16 de Setembro  | 1. Tommi Mäkinen (4h:08m:50s) 2. Kenneth Eriksson (4h:10m:07s) 3. Carlos Sainz (4h:10m:11s)  | 1. Mitsubishi Lancer Evo 3 2. Subaru Impreza 555 3. Ford Escort RS Cosworth    |
| 38º Rallye Sanremo               | 13 de Outubro-15 de Outubro    | 1. Colin McRae (4h:26m:57s) 2. Carlos Sainz (4h:27m:19s) 3. Bruno Thiry (4h:29m:06s)         | 1. Subaru Impreza 555 2. Ford Escort RS Cosworth 3. Ford Escort RS Cosworth    |
| 32º Rallye Catalunya-Costa Brava | 4 de Novembro-6 de Novembro    | 1. Colin McRae (4h:14m:20s) 2. Piero Liatti (4h:14m:27s) 3. Bruno Thiry (4h:15m:38s)         | 1. Subaru Impreza 555 2. Subaru Impreza 555 3. Ford Escort RS Cosworth         |